# Nagy-Concepción
A Nagy-Concepción (spanyolul: Gran Concepción) egy chilei agglomeráció, a VIII. (Biobío) régióban, Concepción tartományban. A 2002-es népszámlálás szerint az agglomeráció lakossága 889 725 fő.

## Lásd még

### Önkormányzat
- Concepción
- Talcahuano
- San Pedro de la Paz
- Penco
- Hualpén
- Chiguayante
- Coronel
- Lota
- Hualqui
- Tomé

### Oktatás

#### Egyetem
- Universidad de Concepción (Concepción)
- Universidad del Bío-Bío (Concepción)
- Universidad Católica de la Santísima Concepción (Concepción)
- Universidad Técnica Federico Santa María (Hualpén)
- Universidad de Los Lagos (Concepción)
- Universidad del Desarrollo (Concepción)
- Universidad San Sebastián (Concepción)
- Universidad Andrés Bello (Talcahuano)
- Universidad Santo Tomás (Concepción)
- Universidad Tecnológica de Chile (Talcahuano)
- Universidad de las Américas (Concepción)
- Universidad La República (Concepción)
- Universidad ARCIS (Concepción)
- Universidad Bolivariana (Concepción)
- Universidad de Pedro de Valdivia (Concepción)
- Universidad del Pacífico (Concepción)

#### Intézet
- Instituto Profesional INACAP (Talcahuano)
- Instituto Profesional DuocUC (Concepción)
- Instituto Profesional Santo Tomás (Concepción)
- Instituto Profesional AIEP (Concepción)
- Instituto Profesional Providencia (Concepción)
- Instituto de Estudios Bancarios Guillermo Subercaseaux (Concepción)
- Instituto Profesional Virginio Gómez (Concepción)
- Instituto Profesional Diego Portales (Concepción)
- Instituto Tecnológico UCSC (Talcahuano)
- Instituto Profesional La Araucana (Concepción)
- Instituto Profesional Valle Central (Concepción)